# اشکی برای گریه کردن نمانده
«اشکی برای گریه کردن نمانده» آهنگی از چهارمین آلبوم استودیویی هنرمند اهل ایالات متحده آمریکا آریانا گرانده، شیرین‌کننده است این آهنگ به توانمند سازی و شروع دوباره پس از حادثه تلخ انفجار در کنسرت آریانا گرانده در شهر منچستر اشاره دارد.